# Snöbollsmelon
Snöbollsmelon eller Matissemelon är en melon av arten Cucumis melo. Den odlas främst i Brasilien men har sitt ursprung på Koreahalvön. I Sverige importeras den från Spanien. På engelska heter den Ivory Gaya Melon.
Melonen är gräddvit till färgen med små gröna fläckar och väger vanligtvis ungefär ett kilo mogen. Den är mycket söt.
I vissa länder har den varumärkesnamnet Sugar Baby Matisse.